# ثاندر في الجنة
ثاندر في الجنة (بالإنجليزية: Thunder in Paradise)‏ هو مسلسل تلفزيوني أمريكي من أفلام الحركة والمغامرات من إبداعات Baywatch، ومن بطولة هولك هوجان و Chris Lemmon و Carol Alt. تم عرض هذا المسلسل التلفزيوني المشترك لأول مرة في الأصل كفيلم روائي طويل مباشر إلى الفيديو في سبتمبر 1993، ثم عرض لموسم واحد من 25 مارس حتى 27 نوفمبر 1994، قبل أن يتم إلغاؤه. في مايو 1994، أثناء تسجيل WCW Saturday Night، أعرب هوجان علنًا عن رغبته في العودة إلى المصارعة المحترفة وألمح إلى أنه لن يكون جزءًا من العرض. تم إعادة بث المسلسل لاحقًا على شبكة كابل TNT.

## وصلات خارجية
- ثاندر في الجنة على موقع IMDb (الإنجليزية)
- ثاندر في الجنة على موقع روتن توميتوز (الإنجليزية)
- ثاندر في الجنة على موقع كينوبويسك (الروسية)
- ثاندر في الجنة على موقع ألو سيني (الفرنسية)
- ثاندر في الجنة على موقع قاعدة بيانات الفيلم (الإنجليزية)